# Sinclairella dakotensis
La sinclairella (Sinclairella dakotensis) è un mammifero estinto, appartenente agli apatoteri. Visse tra l'Eocene superiore e l'Oligocene inferiore (circa 37 - 30 milioni di anni fa) e i suoi resti fossili sono stati ritrovati in Nordamerica.

## Descrizione
Noto solo per il cranio, questo mammifero primitivo doveva avere un aspetto vagamente simile a quello di uno scoiattolo; la caratteristica più rilevante della sinclairella, però, è data dagli enormi incisivi frontali, in particolare quelli della mascella superiore. Cresciuti a dismisura, questi grandi denti sporgevano oltre le mascelle e dovevano essere uno strumento efficacissimo per rompere gusci duri. In questo, i denti della sinclairella assomigliano a quelli dei roditori, ma sono decisamente più sviluppati. Anche i denti inferiori mostrano un alto grado di sviluppo, ma senza raggiungere le dimensioni di quelli superiori. Il cranio, massiccio e compatto, doveva essere in grado di sopportare le pressioni esercitate da un morso “tritatutto” come quello operato dalle possenti mascelle.

## Classificazione
Altri animali simili alla sinclairella sono noti nei giacimenti eocenici di Europa e Nordamerica: in particolare Heterohyus del giacimento di Messel (Germania) è conosciuto per esemplari completi magnificamente conservati, che mostrano altre specializzazioni negli arti anteriori. Forse questi animali, noti generalmente come apatemiidi (Apatemyidae), erano piccoli arboricoli dalle abitudini simili a quelle degli scoiattoli, che si nutrivano di vegetali dal guscio duro o di insetti forniti di uno spesso carapace.